# Corn englez

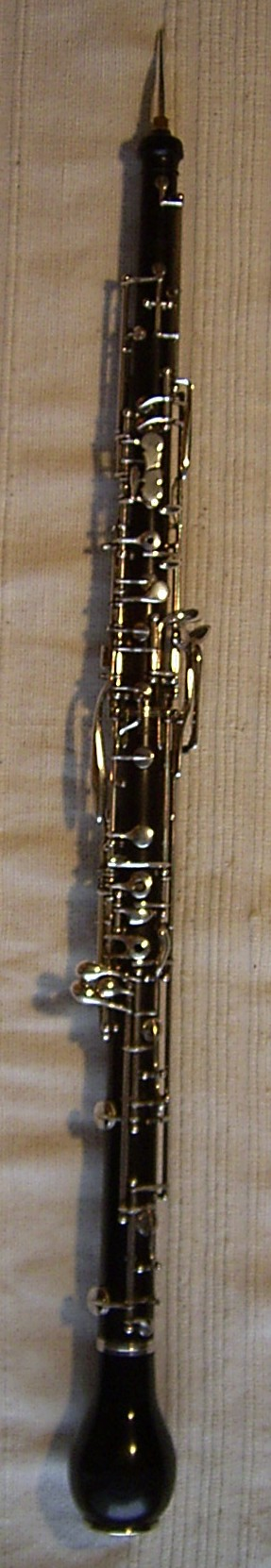
Corn englez

Cornul englez este un instrument muzical din familia oboiului din grupul suflătorilor din lemn. 
Are o cavitate conică și muștiuc cu ancie dublă. 